# Afro-Cuban All Stars
Afro-Cuban All Stars è un progetto musicale realizzato grazie all'impegno dell'artista Juan de Marcos González, già direttore del gruppo Sierra Maestra e voluto allo scopo di risuscitare il suono cubano delle grandi band degli anni 50 che rischiava di scomparire.
Riunite le vecchie glorie dell'"epoca d'oro" della musica cubana dimenticate, la band è immediatamente diventata uno dei pilastri fondamentali della crescente popolarità della musica afro-cubana. Già il primo disco, A toda Cuba le gusta, inciso nel 1997 durante le mitiche sessioni del Buena Vista Social Club, ebbe grande risonanza in tutto il mondo.
Afro-Cuban All Stars è una band multigenerazionale che unisce musicisti di tutte le età, dai tredici agli ottanta anni, e propone praticamente tutti gli stili della musica latina: bolero, cha-cha-cha, salsa, son, timba, guajira, danzón, rumba e abakua.

## Componenti
- Luis Alemany - tromba
- Carlos Álvarez - trombone
- "Angá" Dìaz - percussioni
- Ibrahim Ferrer - voce
- Juan de Marcos González - percussioni
- Rubén González - pianoforte
- Pío Leyva - voce
- Manuel "Puntillita" Licea - voce
- Orlando "Cachaíto" López - contrabbasso
- Manuel "Guajiro" Mirabal - tromba
- Demetrio Muñiz - trombone
- Eliades Ochoa - chitarra, voce
- Julienne Oviedo - percussioni
- Raúl Planas - voce
- Omara Portuondo - voce
- Carlos Puisseaux - percussioni
- Daniel Ramos - tromba
- José Antonio Rodríguez - voce
- Compay Segundo - chitarra, voce
- Barbarito Torres - laud cubano
- Amadito Valdés - timbales
- Idania Valdés - voce
- Felix Valoy - voce
- Javier Zalba - flauto, sax baritono

## Discografia
- 1997, A toda Cuba le gusta
- 1999, Distinto, diferente
- 2000, Baila mi son (Featuring Felix Baloy)
- 2004, Bajando Gervasio (Featuring Amadito Valdes)
- 2005, Live in Japan
- 2005, Step Forward

## Discografia dettagliata
- 1996, A toda Cuba le gusta - (World Circuit 47)

1. Amor verdadero
2. Alto songo
3. Habana del este
4. A toda Cuba le gusta
5. Fiesta de la Rumba
6. Los sitio' asere
7. Pío mentiroso
8. Maria caracoles
9. Clasiqueando con Rubén
10. Elube changò

- 1997,  Distinto, diferente - (World Circuit 60)

1. Gandinga, Mondongo y Sandunga
2. Huellas del Pasado
3. Warariansa
4. Homenaje a Martha Valdés
5. Al Vaivén de Mi Carreta
6. Variaciones Sobre un Tema Desconocido
7. Tumba Palo Cocuyé
8. Tributo Al Niño Rivera
9. Reconciliation
10. Distinto, Diferente

- 2005, Step Forward: The Next Generation - (DM Ahora Records)

1. Maria le Gusta
2. Esperanza
3. Bolero de Juan Carlos
4. On the Road Again (ripreso da Bernard Lavilliers)
5. Elegia a Ruben Gonzalez
6. Preludio y Fuga
7. Glicy's Mood
8. Adivinador
9. Barbaridad
10. Dicen Todas
11. Addimu a Chango